# Alfonso Navarro
Alfonso Navarro Perona, aussi connu comme Navarro II, né le 8 avril 1929 à Gavà (province de Barcelone, Espagne) et mort le 10 août 1969 à Viladecans, est un footballeur espagnol qui jouait au poste d'attaquant. Son frère aîné Joaquín Navarro est aussi footballeur. Il est le plus jeune buteur de l'histoire d'un Clásico. 

## Biographie
Il commence à jouer au CF Gavà, puis il passe dans les rangs du FC Barcelone de 1946 à 1950. Pendant quatre saisons au Barça, il joue à un bon niveau et remporte deux championnats d'Espagne et la Coupe Latine en 1949.
En mars 1947, à l'âge de 17 ans et 356 jours, il devient le plus jeune buteur de l'histoire d'un Clásico. 
En 1950, il décide de suivre son frère aîné Joaquín Navarro au Real Madrid. Des blessures empêchent Alfonso Navarro de jouer à un bon niveau à Madrid et il part en 1951 jouer avec le Real Valladolid, puis avec l'UE Lleida en deuxième division.
En 1953, il défend les couleurs d'Osasuna où il récupère son niveau de jeu. C'est ainsi que le FC Barcelone le recrute une nouvelle fois pendant deux saisons. Il termine sa carrière au CD Condal, au Terrassa FC, au Gimnàstic de Tarragone et à l'UE Sant Andreu.
Il meurt en août 1969, à l'âge de 40 ans, après une grave maladie.

## Palmarès
Avec le FC Barcelone :
- Champion d'Espagne en 1948 et 1949
- Vainqueur de la Coupe Latine en 1949
- Vainqueur de la Coupe Eva Duarte en 1948